# Ovation of the Seas
Ovation of the Seas là một tàu du lịch lớp Quantum thuộc sở hữu của Royal Caribbean International (RCI) và là con tàu thứ ba cùng lớp. Lớp Quantum là lớp tàu du lịch lớn thứ ba sau lớp Meraviglia của MSC Cruises và lớp Oasis của Royal Caribbean International tính theo tổng trọng tải.
Ovation of the Seas chủ yếu di chuyển từ Seattle trong mùa hè phía bắc và quay trở lại Sydney trong mùa hè phía nam.

## Định danh và cấu tạo

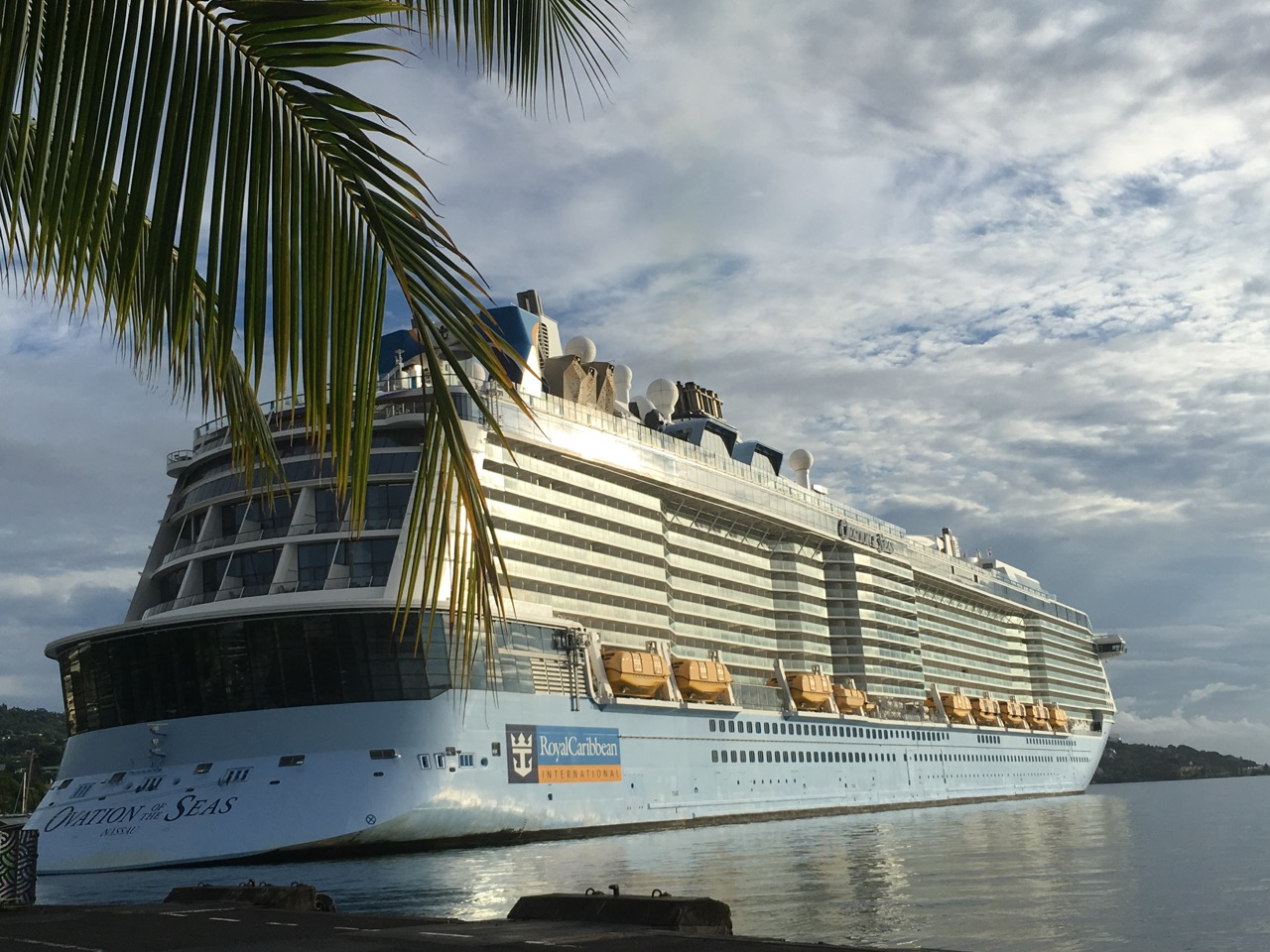
Ovation of the Seas tại Tahiti vào ngày 24 tháng 4 năm 2019.

Vào ngày 11 tháng 2 năm 2011, RCI thông báo rằng họ đã đặt hàng một lớp tàu mới từ nhà máy đóng tàu Meyer Werft ở Papenburg, Đức, chiếc đầu tiên dự kiến được giao vào mùa thu năm 2014. Vào thời điểm đó, dự án có tên mã là "Project Sunshine". Vào ngày 29 tháng 2 năm 2012, công ty thông báo rằng chiếc tàu "Project Sunshine" thứ hai được đặt hàng và sẽ được giao vào mùa xuân năm 2015. Chỉ chưa đầy một năm sau, vào ngày 31 tháng 1 năm 2013, RCI thông báo rằng tên chính thức của lớp tàu mới là lớp Quantum.
Tấm thép đầu tiên cho con tàu thứ ba trong lớp Quantum được cắt vào ngày 18 tháng 9 năm 2014, cùng ngày tên của nó được công bố là Ovation of the Seas. Sống thuyền được Meyer Werft đặt vào ngày 5 tháng 3 năm 2015. Trước khi mảnh đầu tiên của sống thuyền được hạ vào vị trí, Adam Goldstein, Chủ tịch kiêm Giám đốc điều hành của Royal Caribbean Cruises Ltd., công ty mẹ của RCI, đã đặt một đồng xu may mắn ở bến tàu. Sống thuyền được tạo thành từ 74 khối. Phần đầu tiên được ra mắt vào ngày 20 tháng 6 năm 2015. 

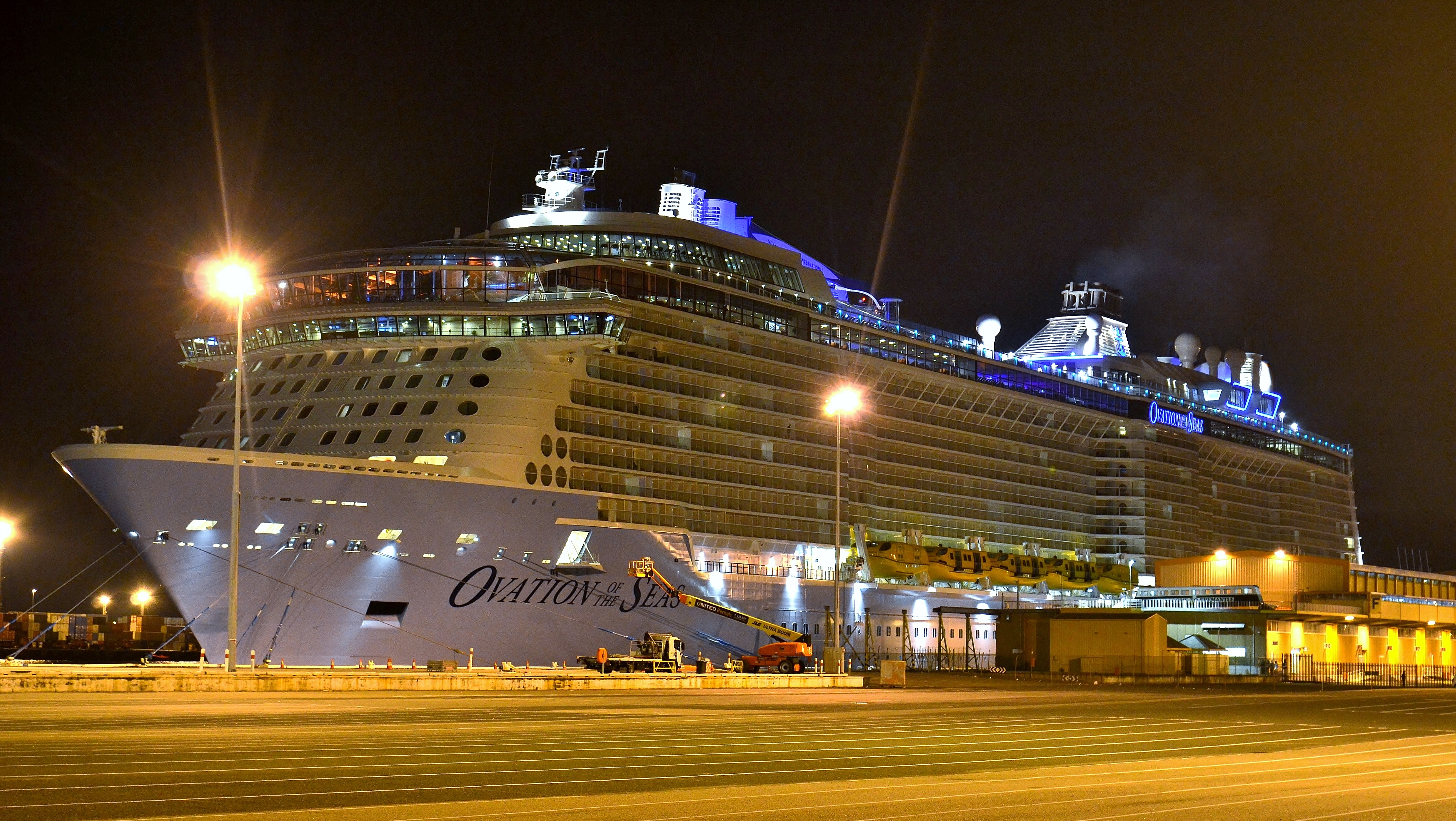
Ovation of the Seas tại bến bên trong của Cảng Fremantle, Tây Úc vào tháng 12 năm 2016.

Ovation of the Seas được giao hàng vào ngày 8 tháng 4 năm 2016, và đi vào hoạt động vào ngày 14 tháng 4 năm 2016.

## Lịch sử phục vụ
Ovation of the Seas đã đi từ Hamburg đến Cảng Southampton, Vương quốc Anh vào ngày 10 tháng 4 năm 2016, để bắt đầu một loạt các sự kiện khai mạc, bao gồm các buổi họp báo ra mắt trước giới báo chí và một số lượng hạn chế "Shake-down" và du thuyền mini dành cho khách VIP, những vị khách đặc biệt được mời cùng một số nhân vật trong công chúng. Tàu cập bến City Cruise Terminal ở Western Docks, nơi các tàu cùng lớp của nó cũng cập bến khi đến thăm thành phố. 

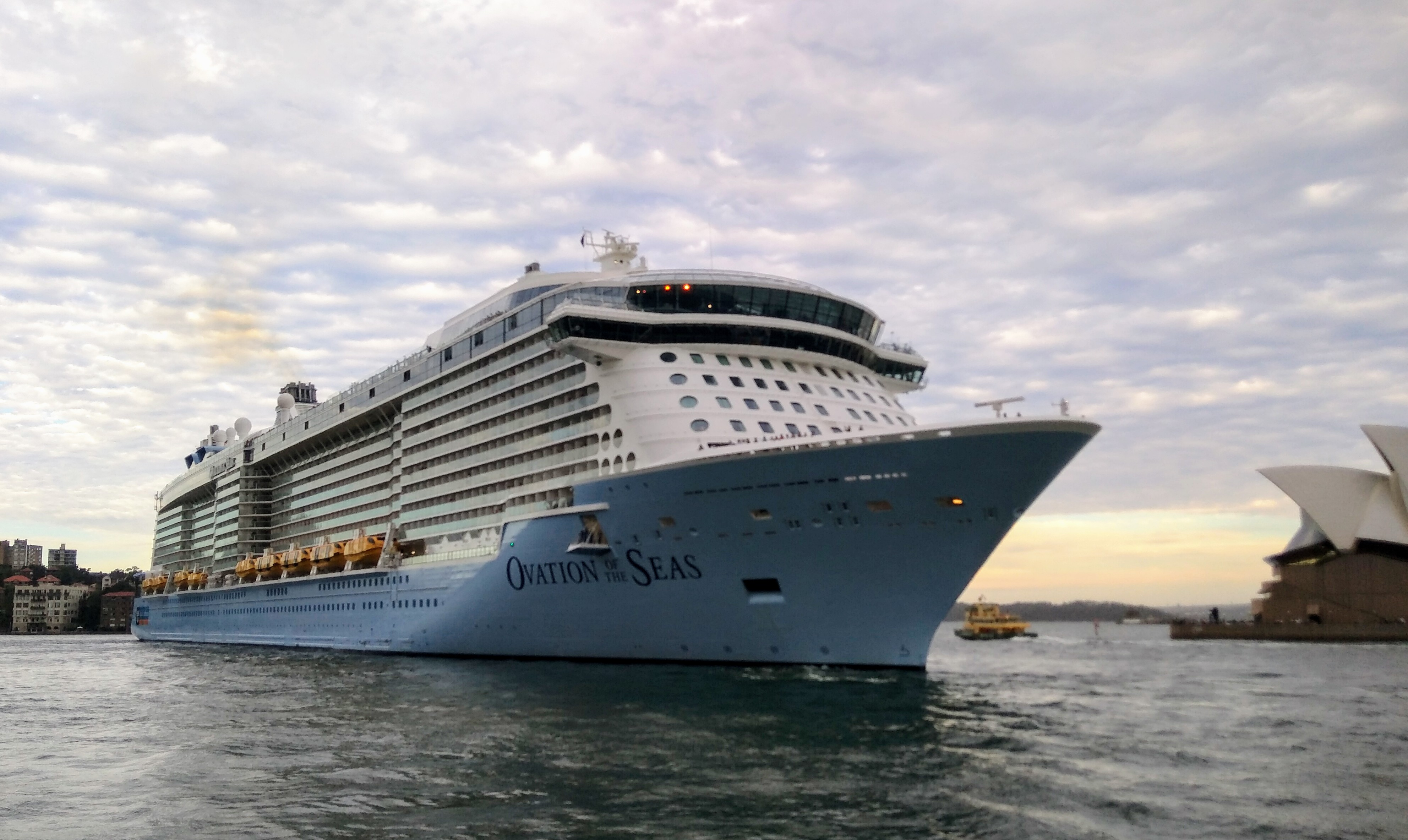
Ovation of the Seas tại Sydney

Sau khi đi vào hoạt động, Ovation of the Seas khởi hành trên chuyến du thuyền Global Odyssey 52 đêm đầu tiên từ Cảng Southampton ở Vương quốc Anh vào ngày 3 tháng 5 năm 2016. Điểm đến cuối cùng của con tàu trong chuyến du hành đó là Thiên Tân ở Trung Quốc, nơi nó tiếp nhận và điều hành một loạt các chuyến du ngoạn đến các điểm đến ở châu Á. Trong mùa hè 2016–17 quay về Bán cầu nam, con tàu đã trở lại quê hương ở Sydney, Úc và con tàu sẽ trở lại khu vực này một lần nữa trong cả hai mùa 2017–18 và 2018–19.
Vào mùa xuân năm 2019, con tàu khởi hành đến Seattle cho chuyến đi mùa hè, nó thực hiện những chuyến du ngoạn 7 đêm đến Alaska.
Lễ hạ thủy của con tàu diễn ra vào ngày 24 tháng 6 năm 2016 tại Thiên Tân, mẹ đỡ đầu của con tàu là nữ diễn viên Trung Quốc Phạm Băng Băng.

### Sự cố
Vào ngày 27 tháng 8 năm 2019, một người đàn ông có dấu hiệu bị tắc ruột đã được vận chuyển y tế vào Thuyền phản ứng dài 5 feet của tàu Ovation of the Seas và được đưa đi cấp cứu đến địa điểm gần Douglas.

### Đảo Trắng phun trào
Vào ngày 9 tháng 12 năm 2019, một vụ phun trào núi lửa đã xảy ra trên Đảo Trắng (Whakaari) của New Zealand trong khi tàu Ovation of the Seas đang cập cảng ở Cảng Tauranga gần đó. 47 người, bao gồm 38 hành khách và thủy thủ đoàn, đã tham quan đảo khi nó phun trào bất chấp hoạt động địa chấn gia tăng trong những tuần gần nhất. 20 người trên đảo đã thiệt mạng và 27 người bị thương. Một phát ngôn viên cho biết RCI "rất đau buồn vì các sự kiện ngày hôm nay", con tàu vẫn ở cảng cho đến ngày 11 tháng 12 để hỗ trợ các nỗ lực khắc phục hậu quả. Thuyền trưởng đề nghị hoàn tiền cho tất cả hành khách trên tàu.

### 2020: vụ lây lan COVID-19
Vào tháng 3 năm 2020, hàng nghìn hành khách đã được lệnh tự cách ly sau khi xuống tàu ở Sydney, Australia vào ngày 18 tháng 3 do lo ngại COVID-19. 79 hành khách sau đó đã xét nghiệm dương tính với vi rút. Vào ngày 1 tháng 4, khi con tàu nằm ngoài khơi bờ biển New South Wales. Liên đoàn Công nhân Vận tải Quốc tế đã kêu gọi chính phủ Úc cho phép các thành viên thủy thủ đoàn được hạ thủy để có thể bay đến quốc gia cư trú của họ. Họ đã là một phần của 15.000 thành viên thủy thủ đoàn trên 18 tàu du lịch thả neo ngoài khơi bờ biển Úc trong thời gian đại dịch.
Vào ngày 2 tháng 4, một cựu hành khách 75 tuổi đã chết tại bệnh viện Wollongong. Con tàu rời Úc vào ngày 4 tháng 4 năm 2020 cùng với thủy thủ đoàn.